# Ici et maintenant (François Mitterrand)
Pour les articles homonymes, voir RIM et Ici et maintenant (homonymie).
Ici et maintenant est un récit chronologique écrit par François Mitterrand en collaboration avec le journaliste Guy Claisse. L'ouvrage a été publié par l'éditeur Fayard et est sorti en libraire, le 5 novembre 1980.

## Présentation
Ce livre est né d'interviews du journaliste Guy Claisse avec François Mitterrand sur les grands sujets d'actualité de l'époque. Le titre reprend l'expression latine hic et nunc qui est inclus dans le chant du Parti Socialiste.
C'est Jacques Attali, directeur de cabinet de l'homme politique, alors dans l'opposition qui avait mis en relation les deux hommes qui s'appréciaient sans vraiment se connaître. 
Il nous livre un ensemble de documents représentatifs de l'histoire des années 1970 et d'une gauche prête à relever le défi d'une gouvernance socialiste corrigeant les limites de la social-démocratie.

## Contenu
L'important pour François Mitterrand, comme il l'écrit dans l'introduction, c'est d'abord rester soi-même, « être d'accord avec soi-même, je ne connais pas meilleur bulletin de santé. » Il aborde tous les sujets qui lui tiennent à cœur, en premier lieu les relations avec le PCF et le fonctionnement de l'union de la gauche, et dresse un état des lieux du septennat de Valéry Giscard d'Estaing. Il poursuit par quelques grands thèmes qui lui permettent de préciser sa position : 

– vivre autrement : revue des grands changements que la gauche mettra en œuvre à partir de son élection en 1981 : l'agriculture et l'Europe, la réforme de l'enseignement, les nationalisations, l'écologie et le nucléaire ;

– maîtriser le progrès économique ;

– la politique extérieure : resserrer les liens entre Européens, renforcer la coopération avec l'Allemagne, devenir une alternative à la suprématie États-Unis-URSS.